# اعلامیه حقوق بشر و شهروند

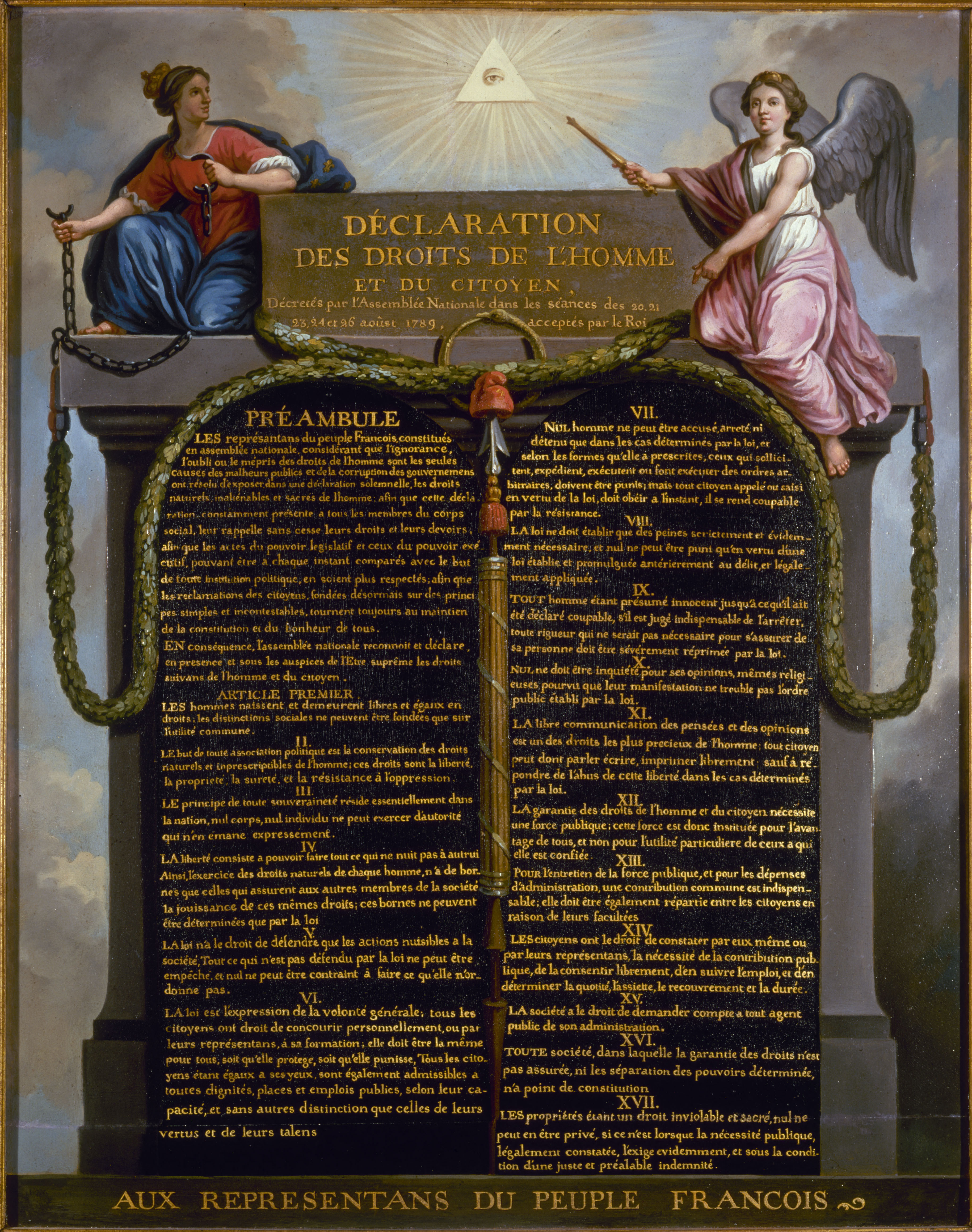
اعلامیه حقوق بشر و شهروند ۱۷۸۹ اسنادی اساسی از انقلاب فرانسه و در تاریخ حقوق بشر است.

اعلامیه حقوق بشر و شهروند (به فرانسوی: Déclaration des droits de l'Homme et du Citoyen) یکی از اسناد بنیادین انقلاب فرانسه است که حقوق فردی و اجتماعی همه رسته‌های اجتماعی را جهان‌شمول به‌شمار می‌آورد. در این اعلامیه که تأثیر پذیرفته از حق طبیعی انسان‌ها است، حقوق آدمی جهان‌شمول توصیف شده‌اند و در هر زمان و مکان محترم. با آنکه این اعلامیه حقوق بنیادین شهروندان فرانسوی و «اعضای جامعه مدنی» را تبیین می‌کند، اشاره‌ای به حقوق زنان و بردگان ندارد.

## تاریخچه
واپسین بند اعلامیه حقوق بشر و شهروند در ۲۶ اوت ۱۷۸۹ توسط مجمع ملی مؤسسان (به فرانسوی: Assemblée nationale constituante) در زمان انقلاب فرانسه به عنوان پیش‌زمینه‌ای برای نوشتن قانون اساسی توسط مجلس ملی فرانسه به امضا رسید. این اعلامیه توسط مارکی دو لافایت پیشنهاد شد. بعدها نسخه دوم و طولانی‌تری از این اعلامیه زیر نام اعلامیه حقوق بشر و شهروند ۱۷۹۳ به اجرا گذاشته شد.

## زمینه فلسفی و نظری
مفاهیم در اعلامیه، از وظایف فلسفی و سیاسی از روشنگری، از جمله فردگرایی، قرارداد اجتماعی است که توسط فیلسوف ژنوف روسو تعریف شده‌است و تفکیک قدرت‌هایی که توسط بارون دو مونتسکیو حمایت می‌شود، به دست می‌آید. همان‌طور که در متون دیده می‌شود، اعلامیه فرانسه به شدت توسط فلسفه سیاسی روشنگری و اصول حقوق بشر تحت تأثیر اعلامیه استقلال ایالات متحده که پیش از آن (۴ ژوئیه ۱۷۷۶) بود، تحت تأثیر قرار گرفت. این اعلامیه در روح «قانون سکولار طبیعی» است که بر طبق نظریه سنتی قوانین طبیعی که بر اساس آموزه یا اقتدار دینی پایه ندارد، انجام می‌شود.

## مواد
1. انسان‌ها آزاد به دنیا آمده‌اند و آزاد با حقوق برابر باقی خواهند ماند. تفاوت‌های اجتماعی تنها در صورتی که صلاح همگانی در میان باشد، می‌توانند وضع شوند.
2. هدف همه نهادهای سیاسی باید حفاظت از حقوق طبیعی و همیشگی انسان‌ها باشد. این حقوق آزادی و دارایی و امنیت و ایستادگی در برابر سرکوب هستند.
3. بنیان هر گونه استقلال در نهاد ملت است و هیچ‌کس یا نهادی نباید قدرتی داشته باشد مگر آنکه آن قدرت به گونه مستقیم توسط مردم به آن داده شده باشد.
4. آزادی عبارت است از آزاد بودن برای انجام هر کاری که به شخص دیگری صدمه نزند. از این رو بهره‌گیری از حقوق طبیعی انسان هیچ حدی ندارد مگر آن حدودی که به دیگر اعضای جامعه اطمینان می‌دهد که لذت برخورداری از حقوق یکسان را پیدا خواهند کرد. این حدود تنها به دست قانون مشخص می‌شود.
5. قانون تنها هنگامی می‌تواند جلوی این اعمال را بگیرد که برای جامعه مضر باشند. نباید مانع هر آنچه که توسط قانون جلویش گرفته نشده، گشت و هیچ‌کس را نباید به انجام کاری که بایستگی انجام آن توسط قانون مشخص نشده، زور کرد.
6. قانون نمایانگر خواست همگانی است. هر شهروندی حق این را دارد که در پایه‌گذاری آن بشخصه دخالت مستقیم داشته باشد یا نماینده‌ای از سوی خود برای این کار برگزیند، قانون باید برای همگان در هر زمان یکسان باشد؛ چه محافظت‌کننده و چه مجازات کننده. همه شهروندان، که در چشم قانون یکی دیده می‌شوند، برای بهره‌گیری از همه مواهب و موقعیت‌های همگانی و شغلی به گونه یکسان مستعد هستند و جز بر پایه هنر و استعدادهایشان نباید فرقی میان آن‌ها گذاشت.
7. هیچ‌کس نباید زیر اتهام و پیگرد گذاشته شود یا به زندان بیفتد مگر در مواردی که قانون مشخص کرده‌است. هر کسی که درخواست، انتقال، اجرا، یا هر گونه سفارش خودسرانه‌اش باعث پیگرد دیگران باشد، باید مجازات شود؛ ولی هر شهروندی که درخواست پیگرد و دستگیریش توسط قانون داده شده باشد باید بی درنگ در برابر آن حاضر شود و مقاومت در برابر آن جرم به‌شمار می‌رود.
8. قانون مجازات تنها هنگامی باید وارد عمل شود که نیاز آشکارا و قاطعانه به آن باشد. هیچ‌کس نباید رنج مجازاتی را بکشد پیش از آنکه قانونی مصوب عمل آن شخص را مجرمانه عنوان کرده باشد.
9. همه کس پیش از آنکه مجرم شناخته شوند، بی‌گناه به‌شمار می‌روند. از این رو اگر دستگیری اجتناب ناپذیر باشد، جلوی هر گونه سخت‌گیری و رفتار بد با زندانی، در صورتی که در راستای حفظ امنیتش نباشد، توسط قانون گرفته می‌شود.
10. هیچ‌کس نباید به خاطر باورها و دیدگاه‌های شخصی خود، از جمله دیدگاه‌های دینی، ناچار به سکوت شود. این به آن شرط است که دیدگاه آن‌ها برهم زننده نظم جامعه، آن گونه که قانون مشخص کرده، نباشد.
11. ارتباط آزاد اندیشه‌ها و دیدگاه‌ها یکی از با ارزش‌ترین حقوق انسانی است. هر شهروندی می‌تواند آزادانه سخن بگوید، بنویسد، و چاپ کند ولی باید مسوولیت سوءاستفاده از این آزادی، که توسط قانون مشخص می‌شود، را بر عهده گیرد.
12. امنیت حقوق انسان و شهروند نیازمند وجود نیروهای نظامی است. این نیروها برای آسایش و منفعت همگان هستند نه سودبری شخصی کسانی که در فرماندهی آن نیروها بهشان اعتماد می‌شود.
13. به منظور نگهداشت نیروهای همگانی و تأمین مخارج مدیریتی، همه مردم باید به حکومت کمک مالی کنند. این پرداخت باید به صورت منصفانه از مردم جمع‌آوری شود و به نسبت درآمدشان وابسته باشد.
14. همه شهروندان حق تصمیم‌گیری، یا بشخصه یا توسط نمایندگان خود، و نیز آگاهی دربارهٔ میزان مالیات‌ها، چگونگی جمع‌آوری و خرج شدن آن‌ها، و مدت زمان برقراری آن‌ها را دارند و این حق به عنوان ضرورتی در مشارکت همگانی به‌شمار می‌رود.
15. جامعه حق این را دارد که هر کدام از مأموران و مسئولانی که در خدمت همگانی هستند را بر مبنای مدیریتشان مورد بازخواست قرار دهد.
16. جامعه‌ای دارای قانون اساسی شناخته نمی‌شود مگر آنکه تفکیک قوا انجام شده و آزادی نظارت بر قدرت تضمین گشته باشد.
17. دارایی مقدس و غصب نکردنی است و هیچ‌کس را نمی‌توان از آن محروم کرد مگر آنکه ضرورت همگانی، بر پایه قانون و به گونه مشخص، خلاف آن را ایجاب کند. در این صورت باید از پیش تاوانی منصفانه داده شود.